# II. třída okresu Strakonice
II. třída okresu Strakonice (Okresní přebor II. třídy) patří společně s ostatními druhými třídami mezi osmé nejvyšší fotbalové soutěže v Česku. Je řízena Okresním fotbalovým svazem Strakonice. Účastní se ji 14 týmů z okresu okresu Strakonice, každý s každým hraje jednou na domácím hřišti a jednou na hřišti soupeře. Celkem se tedy hraje 26 kol.

## Vítězové
| Ročník    | Vítězný tým               |
| --------- | ------------------------- |
| 2003/2004 | FK Chelčice               |
| 2004/2005 | TJ Dražejov               |
| 2005/2006 | FC PROTOM Přešťovice „B“  |
| 2006/2007 | FK Vodňany „B“            |
| 2007/2008 | TJ Lom                    |
| 2008/2009 | FC WESTRA Sousedovice     |
| 2009/2010 | TJ Otavan Poříčí          |
| 2010/2011 | FK Chelčice               |
| 2011/2012 | Otavan Štěkeň             |
| 2012/2013 | TJ Osek „B“               |
| 2013/2014 | SK Slavoj Volyně          |
| 2014/2015 | FK Vodňany „B“            |
| 2015/2016 | FK Junior Strakonice      |
| 2016/2017 | Sokol Cehnice             |
| 2017/2018 | TJ Dražejov               |
| 2018/2019 | TJ Sokol Střelské Hoštice |
| 2019/2020 | TJ Sokol Bavorov          |
| 2020/2021 | FK Junior Strakonice „B“  |
| 2021/22   |                           |